# Stein-Nelke
Die Steinnelke (Dianthus sylvestris), in Österreich z. T. auch als Wildnelke bezeichnet, ist eine Pflanzenart aus der Gattung der Nelken (Dianthus) innerhalb der Familie der Nelkengewächse (Caryophyllaceae).

## Beschreibung

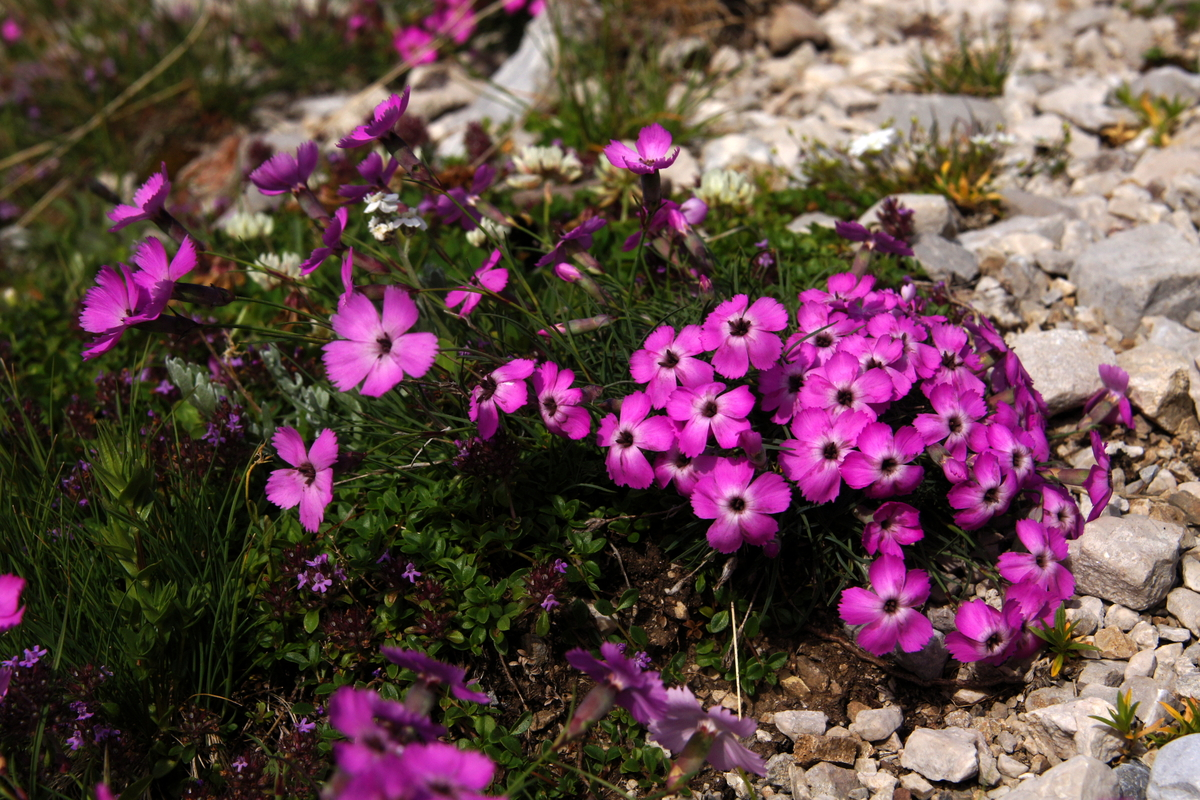
Habitus und Blüten

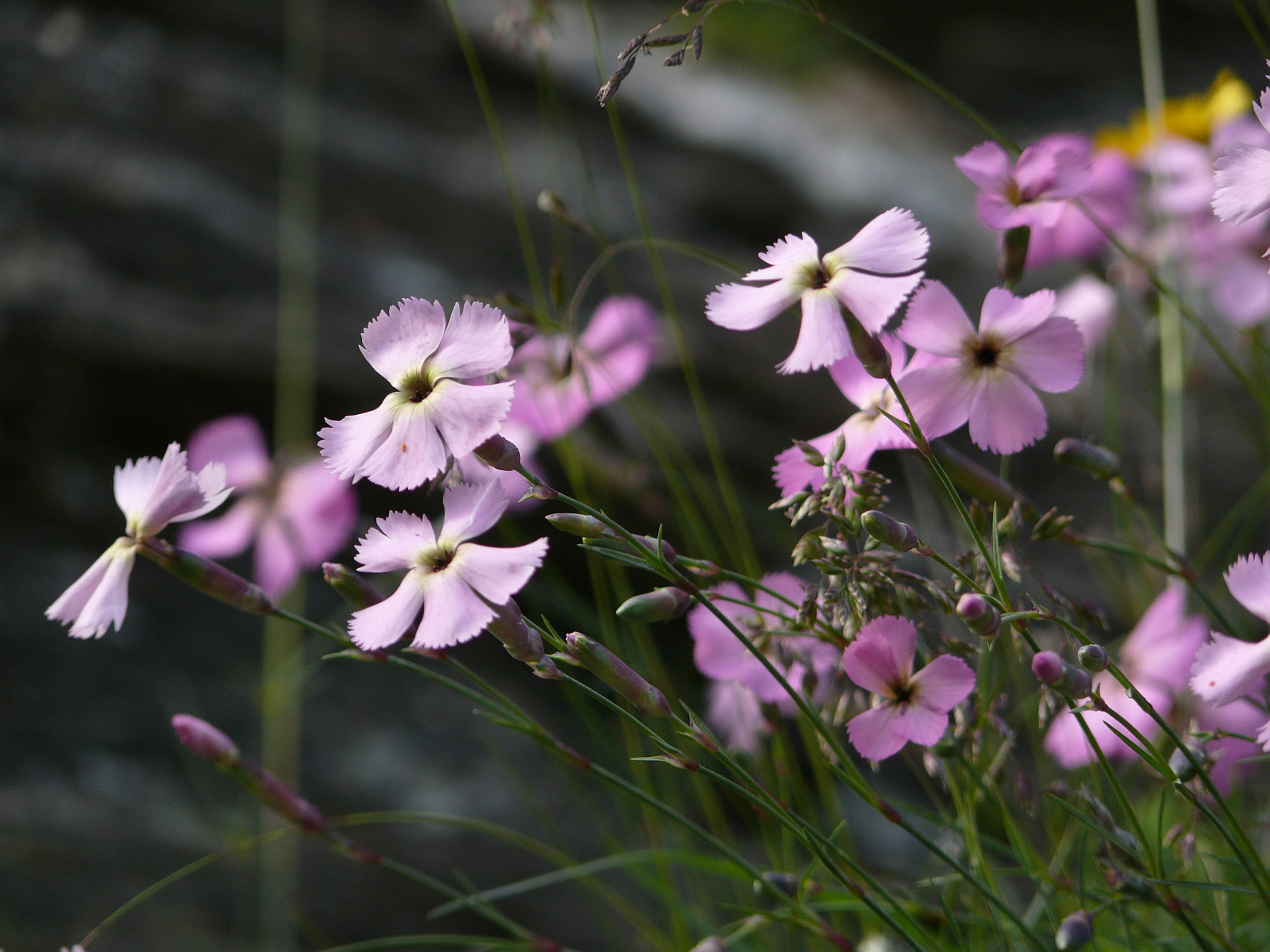
Blüten

### Vegetative Merkmale
Die Stein-Nelke ist eine überwinternd grüne, mehrjährige krautige Pflanze, die Wuchshöhen von 10 bis 30 Zentimetern erreicht. Sie bildet polsterartige Rasen. Die einfachen oder im oberen Bereich verzweigten Stängel sind rund und kahl. Die dunkelgrünen, schmal-linealischen und rinnigen Laubblätter weisen am Stängel eine Länge 2 bis 4 Zentimetern auf; in den Rosetten sind sie 2 bis 10 Zentimeter lang. Die Blattscheiden sind 2 bis 5 Millimeter lang.

### Generative Merkmale
Die Stein-Nelke blüht von Juni bis Anfang September. Die Blüten sind rot bis rotviolett. Die meist zwei Kelchschuppen (vgl. Nelken) sind etwa ein Viertel so lang wie der Kelch und breit-eiförmig und plötzlich kurz zugespitzt. Der Kelch ist 20 bis 26 Millimeter lang. Die kahle Platte der Kronblätter ist 10 bis 12 Millimeter lang, vorne gezähnt und ohne Zeichnung.
Die Chromosomenzahl beträgt 2n = 30 oder ca. 60.

## Ökologie
Bei der Stein-Nelke handelt es sich um einen überwinternd grünen Hemikryptophyten.
Sie wird vorwiegend von Nachtfaltern der Gattung Hadena bestäubt, welche auch ihre Eier in die Knospen der Steinnelke legen. Er ist nicht sehr wählerisch bei der Partnerwahl.

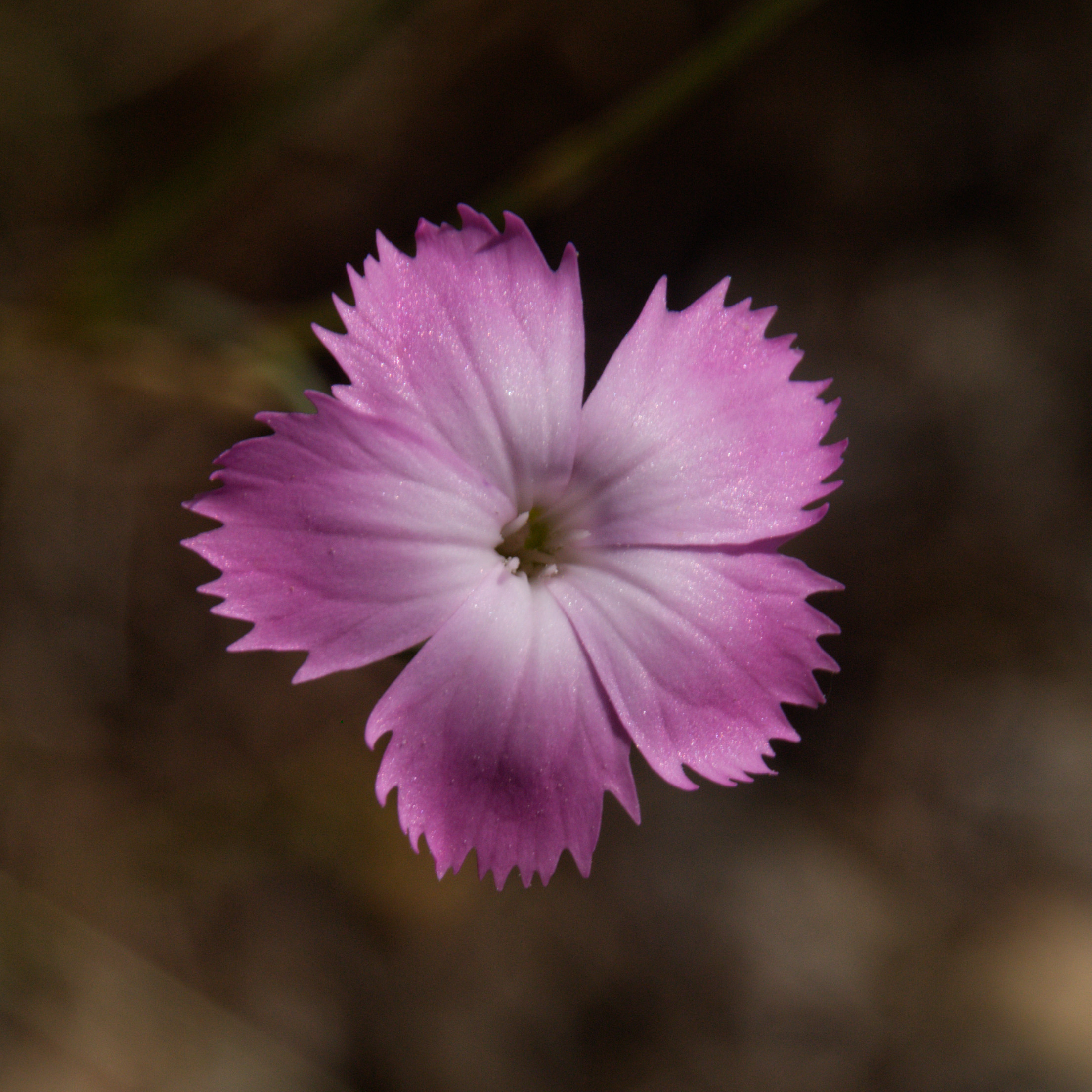
Blüte im Detail von Dianthus sylvestris subsp. longicaulis

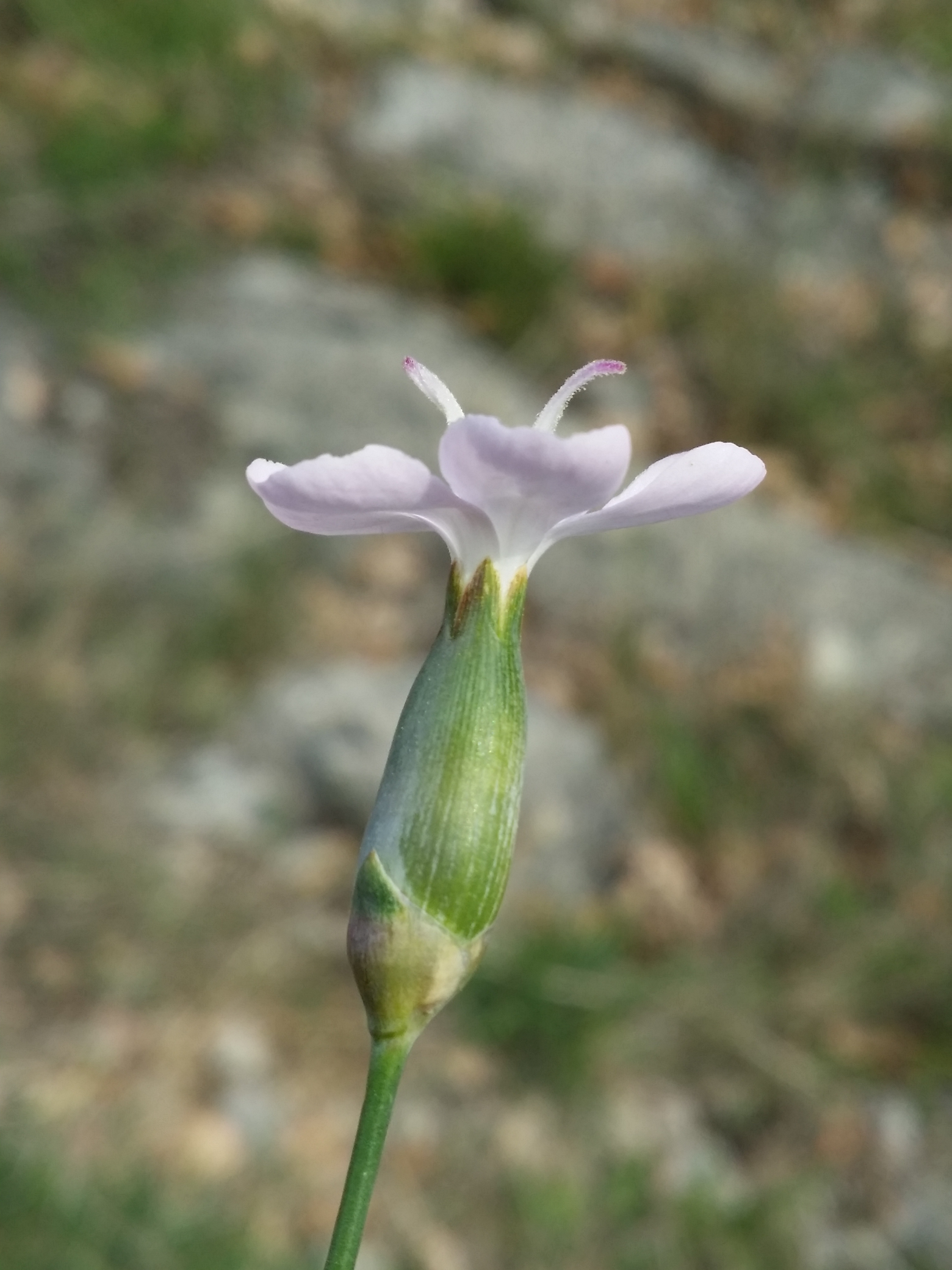
Blüte von der Seite von Dianthus sylvestris subsp. tergestinus

## Vorkommen
Die Stein-Nelke ist in Mittel- und Südeuropa sowie in Nordafrika verbreitet. Sie hat Vorkommen in de Ländern Marokko, Algerien, Tunesien, Spanien, Frankreich, Deutschland, Schweiz, Italien, Österreich, Slowenien, Kroatien, Serbien, Montenegro, Albanien, Nordmazedonien und Griechenland.
Die Stein-Nelke wächst in Mitteleuropa an sonnigen Hängen, steinigen Böschungen, auf Felsmatten und in Felsspalten auf durchlässigen, basenreichen, humosen Stein- oder Felsböden in subalpinen bis alpinen Höhenstufen in Höhenlagen von 1600 bis 2800 Metern. Sie ist eine Ordnungscharakterart des Sedo-Scleranthetalia, kommt aber auch in Seslerietea- oder Festuco-Brometea-Gesellschaften vor.
In Deutschland kommt sie in den Allgäuer Alpen vor; hier steigt sie von 790 Meter am Fuß der Auer Fluh in Vorarlberg bis zu einer Höhenlage von 2270 Meter (im Tiroler Teil am Südostgrat der Rothornspitze auf Hornstein) auf. Im Kanton Wallis erreicht sie mehr als 2600 Meter. In den Alpen steigt sie bis in Höhenlagen bis 2800 Metern auf. Sie kommt auch stellenweise im Hohen Taunus vor. Sie ist in Deutschland selten und nach der Bundesartenschutzverordnung (BArtSchV) besonders geschützt.
Die ökologischen Zeigerwerte nach Landolt et al. 2010 sind in der Schweiz: Feuchtezahl F = 1 (sehr trocken), Lichtzahl L = 5 (sehr hell), Reaktionszahl R = 3 (schwach sauer bis neutral), Temperaturzahl T = 3 (montan), Nährstoffzahl N = 2 (nährstoffarm), Kontinentalitätszahl K = 4 (subkontinental).

## Systematik
Die Erstveröffentlichung von Dianthus sylvestris erfolgte 1787 durch Franz Xaver von Wulfen in Collectanea; Missao de Biologia Maritima; Junta de Investigaçoes do Ultramar Band 1, Seite 237.
Je nach Autor gibt es einige Unterarten:
- Dianthus sylvestris subsp. alboroseus F.K.Mey.: Sie wurde 2011 aus Albanien erstbeschrieben.[4]
- Dianthus sylvestris subsp. aristidis (Batt.) Greuter & Burdet: Sie kommt nur in Algerien vor.
- Dianthus sylvestris subsp. bertisceus Rech. f.: Sie kommt in Albanien, Montenegro, Serbien und Nordmazedonien vor.[4]
- Dianthus sylvestris subsp. kozjakensis Micevski: Sie kommt nur in Nordmazedonien vor.[4]
- Dianthus sylvestris subsp. longibracteatus (Maire) Greuter & Burdet: Sie kommt nur in Marokko vor.
- Dianthus sylvestris subsp. longicaulis (Ten.) Greuter & Burdet (Syn.: Dianthus godronianus Jord.): Sie kommt in Spanien, Frankreich, Italien, Marokko, Algerien und Tunesien. Die Chromosomenzahl beträgt 2n = 30.[8]
- Dianthus sylvestris subsp. nodosus (Tausch) Hayek: Sie kommt in Kroatien, Serbien, Montenegro, Albanien und Griechenland vor.[4]
- Dianthus sylvestris subsp. siculus (C.Presl) Tutin: Sie kommt in Spanien, Frankreich, Italien, Marokko, Algerien und Tunesien vor.
- Dianthus sylvestris Wulfen subsp. sylvestris: Sie kommt in Mittel- und Südeuropa vor.
- Dianthus sylvestris subsp. tergestinus (Rchb.) Hayek: Sie kommt in Albanien, Kroatien, Slowenien, Serbien, Montenegro und im östlichen Italien vor.[4]

## Trivialnamen
Für die Stein-Nelke bestehen bzw. bestanden auch die weiteren deutschsprachigen Trivialnamen: Steinnägali (St. Gallen, Bern) und Steinnagl (Kärnten, Pinzgau).